# John Heaviside
John Heaviside (sinh ngày 7 tháng 10 năm 1943) là một cựu cầu thủ bóng đá nghiệp dư người Anh thi đấu ở Football League ở vị trí hậu vệ trái cho Darlington. Ông cũng thi đấu bóng đá non-league cho Bishops Middleham và Spennymoor United.